# 2246 Bowell
2246 Bowell este un asteroid din centura principală, descoperit pe 14 decembrie 1979 de Edward Bowell.